# Passirano
Passirano (lombardul: Pasirà) település Olaszországban, Lombardia régióban, Brescia megyében. Lakosainak száma 6889 fő (2023. január 1.). Passirano Castegnato, Corte Franca, Ospitaletto, Paderno Franciacorta, Rodengo-Saiano, Cazzago San Martino, Monticelli Brusati és Provaglio d’Iseo községekkel határos.

## Népesség
A település lakossága az elmúlt években az alábbi módon változott:
| Lakosok száma | 7052 | 7054 | 6889 |
|               | 2017 | 2018 | 2023 |